# Tüpfelbaumratten
Die Tüpfelbaumratten (Pattonomys) sind eine Gattung von großen Nagetieren in der Familie der Stachelratten, mit Arten, die im nördlichen Südamerika verbreitet sind. Mehrere Gattungsvertreter zählten vor 2005 zur Gattung Kammstachelratten (Echimys) oder zu anderen Stachelratten-Gattungen.

## Arten und Verbreitung
Folgende Arten zählen zur Gattung.
- Die Carriker-Tüpfelbaumratte (Pattonomys carrikeri) lebt im nördlichen Venezuela zwischen dem Maracaibo-See und Barcelona.
- Die Gelbe Tüpfelbaumratte (Pattonomys flavidus) ist ein Endemit auf Isla Margarita (Venezuela).
- Die Orinoco-Tüpfelbaumratte (Pattonomys punctatus), ist im Mündungsgebiet der Flüsse Orinoco und Río Caura verbreitet.
- Die Kolumbien-Tüpfelbaumratte (Pattonomys semivillosus) lebt im nordöstlichen Kolumbien und erreicht möglicherweise Venezuela.

Die Nacktschwanz-Tüpfelbaumratte  (Leiuromys occasius), die früher ebenfalls zu dieser Gattung zählte, wurde 2018 in die monotypische Gattung Leiuromys gestellt.

## Merkmale
Die am besten bekannte Art, die Kolumbien-Tüpfelbaumratte wird ohne Schwanz 200 bis 268 mm lang, die Schwanzlänge beträgt 210 bis 261 mm und das Gewicht liegt bei 194 bis 407 g. In das Fell der Oberseite sind mehrere Stacheln eingemischt, die oft weiße Spitzen haben, was ein gesprenkeltes Aussehen erzeugt. Die Arten haben meist einen grauen Kopf und eine graue Oberseite, wobei an den Seiten eine gelbe und am Hinterteil eine braune Tönung auftreten kann. Der mit feinen Haaren bedeckte Schwanz hat grundsätzlich eine rotbraune Farbe. Die vier paarig angeordneten Zitzen der Weibchen liegen im Leistenbereich. Verschiedene gemeinsame Merkmale des Gebisses, die bei anderen Stachelratten nicht vorkommen, kennzeichnen die Gattungsmitglieder.

## Lebensweise
Diese Nagetiere sind nachtaktiv und klettern vorwiegend in Bäumen. Je nach Art werden tropische Regenwälder, Galeriewälder oder trockene Wälder mit dornigen Gewächsen bewohnt. Die Exemplare leben meist im Flach- und Hügelland bis 600 Meter Höhe. Die Nahrung der Kolumbien-Tüpfelbaumratte besteht aus Pflanzensamen und Früchten.

## Gefährdung
Die meisten Arten sind selten und wenig erforscht. Sie werden von der IUCN mit unzureichende Datenlage (data deficient) gelistet. Einzig die Kolumbien-Tüpfelbaumratte gilt als nicht gefährdet (least concern).